# Pasaporte guatemalteco
El pasaporte guatemalteco se emiten para que los ciudadanos guatemaltecos viajen fuera de Guatemala. Los ciudadanos guatemaltecos no tienen necesidad de visa o solo visa a la llegada a 137 países y territorios, clasificando al pasaporte guatemalteco en el puesto 38 en términos de libertad de viaje mundial, y en el puesto 10 en Latinoamérica, siendo uno de los mejores de la región según el Índice de restricciones de Visa elaborado por Henley & Partners.

## Apariencia
Como todos los pasaportes centroamericanos la portada es de color azul marino con letras doradas que indican el nombre oficial del país en español y en inglés, el escudo de Guatemala en medio y las palabras Pasaporte y Passport en la parte inferior. Ahora hay una versión más reciente de la portada, que ha conservado muchos de los rasgos anteriores. La diferencia principal es que ahora en la parte superior tiene las palabras Centroamérica y en medio, en vez del escudo de armas, un mapa de América Central muestra el territorio de Guatemala sombreado. En la parte inferior se cambió el texto para indicar el tipo de pasaporte. El pasaporte incluye una fotografía biométrica de la persona y tiene algunos requisitos: es 2.6 x 3.2 cm de tamaño, la cara debe ser visible de frente e iluminada convenientemente, el fondo debe ser uniforme, la foto debe ser reciente.
Los pasaportes tienen una validez de cinco y también de diez años y los idiomas utilizados son el español y el inglés.

### Elementos de seguridad
El pasaporte guatemalteco contiene muchos rasgos de seguridad como fibras coloreadas integradas a las páginas, una marca de agua en todas ellas, y otras. Como en los quetzales, el pasaporte tiene un contorno de una imagen en un lado y del otro la imagen coloreada; y cuando una página es sostenida a contraluz, el observador puede ver el color sobre el contorno blanco.
Los pasaportes son legibles por máquina y tienen un formato PDF417 con la información biométrica del titular. Debido a este detalle, no ha habido tentativas aún para incluir el chip RFID.
La autoridad que expide el pasaporte es el Instituto Guatemalteco de Migración.

## Tipos de Pasaportes
- Ordinarios - Emitido a ciudadanos guatemaltecos para viajes generales y se solicita a través de la Dirección General de Inmigración.
- Oficiales - Emitido a funcionarios guatemaltecos que tienen una oficina en el gobierno y representan al país. Estos pasaportes se solicitan a través de la Dirección General de Inmigración.
- Diplomáticos - Emitido a funcionarios guatemaltecos de alto rango empleados del gobierno. Estos pasaportes se solicitan a través del Ministerio de Relaciones Exteriores.
- Temporales - Emitido solamente a funcionarios gubernamentales o diplomáticos que representan al país durante un período de tiempo específico.

## Condiciones para obtener un pasaporte
El proceso se realiza en las Oficinas de Emisión de Pasaportes y el pago correspondiente de USD $50 para 5 años y $85.00 para 10 años.
Si es la primera vez que se tramita el pasaporte y eres mayor de edad, esto es lo que se necesita:
1. Documento Personal de Identificación —DPI— (original y fotocopia).
2. Recibo de pago.

En caso de extravío o robo del Documento Personal de Identificación, debe de presentar la denuncia puesta ante las autoridades, certificado del DPI y la certificación de trámite de DPI.

## Galería

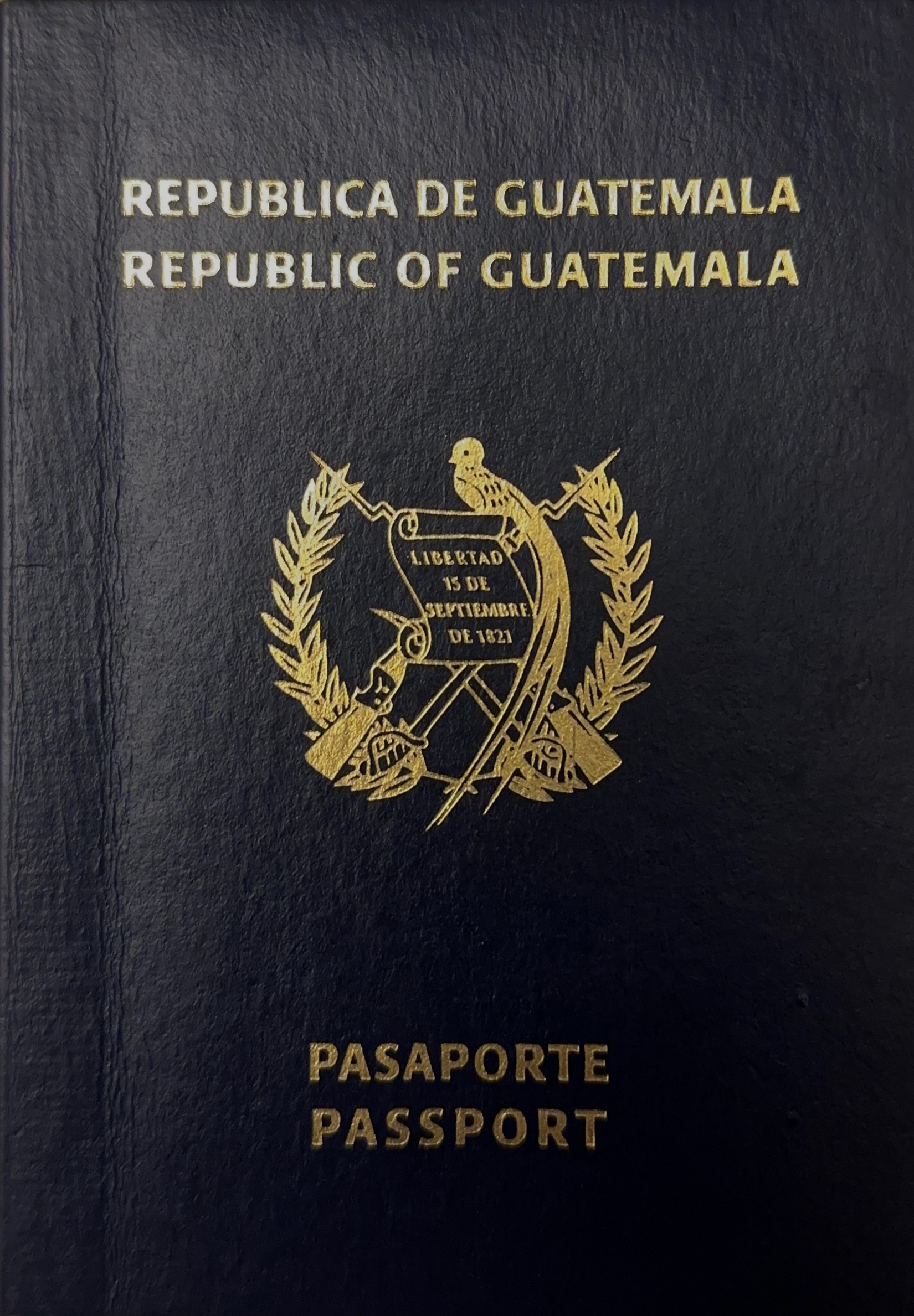
Pasaporte guatemalteco emitido en 2006